# Trilacuna hansanensis
Espèce
Trilacuna hansanensis est une espèce d'araignées aranéomorphes de la famille des Oonopidae.

## Distribution
Cette espèce est endémique du Gyeongsang du Sud en Corée du Sud,. Elle se rencontre vers Tongyeong.

## Description
Le mâle holotype mesure 1,44 mm.

## Systématique et taxinomie
Cette espèce a été décrite par Seo en 2017.

## Étymologie
Son nom d'espèce, composé de hansan et du suffixe latin -ensis, « qui vit dans, qui habite », lui a été donné en référence au lieu de sa découverte, Hansan.

## Publication originale
- Seo, 2017 : «  Four new species of the genera Trilacuna, Orchestina and Hahnia of the families Oonopidae and Hahniidae (Araneae) from Korea. » Korean Journal of Environmental Biology, vol. 35, no 2, p. 184-190.